# 列治文維爾 (紐約州村)
列治文維爾（英語：Richmondville）是位於美國紐約州斯科哈里縣的村。

## 人口
根據2020年美國人口普查的數據，列治文維爾的面積為4.78平方千米，皆為陸地。當地共有人口858人，而人口密度為每平方千米179人。